# Буннуа
Буннуа — один з районів (лаос. ເມືອງ муанг) провінції Пхонгсалі, Лаос.